# Ernest Blerot
Ernest Blerot (Elsene, 1870 – aldaar, 1957) was een Belgisch architect die werkzaam was tijdens de belle époque.
Hij was na Victor Horta de populairste art-nouveau-architect in Brussel en legde zich toe op het creëren van grotere gehelen. In zijn korte carrière (1897-1910) bouwde hij een zestigtal huizen, waarvan zeventien in de Vanderschrickstraat (Sint-Gillis) en elf in de Sint-Bonifatiuswijk (Elsene). Zijn ontwerpen geven blijk van een gevarieerde en sculpturaal verzorgde gevelaanpak, zonder evenwel de traditionele woningtypologie in vraag te stellen. Hij combineerde een moderne aanpak (gestandaardiseerde woningindeling) met ambachtelijke methodes (elke gevelsteen was gedetailleerd op zijn tekentafel). Dit laatste verraadde zijn opleiding aan de Sint-Lukashogeschool in Schaarbeek, die toen nog sterk op de neogotiek was gericht.
Talrijke van zijn woningen (of ten minste toch de gevels ervan) zijn bewaard gebleven. Zijn eigen woning aan de vijvers van Elsene werd in 1965 gesloopt. In Voormezele staat het Elzenwallekasteel van zijn schoonfamilie. Het moest na de Eerste Wereldoorlog volledig heropgebouwd worden en werd door Blerot uitgevoerd in zelfgemaakt beton uit de vermalen stenen van de ruïne. In de bijzondere toren plande hij een windturbine van eigen makelij, maar het elektriciteitsnet arriveerde vóór hij dit had uitgevoerd.

## Gebouwen
- Gemeentehuis van Watermaal-Bosvoorde (uitbreiding)
- Elzenwallekasteel

## Galerij

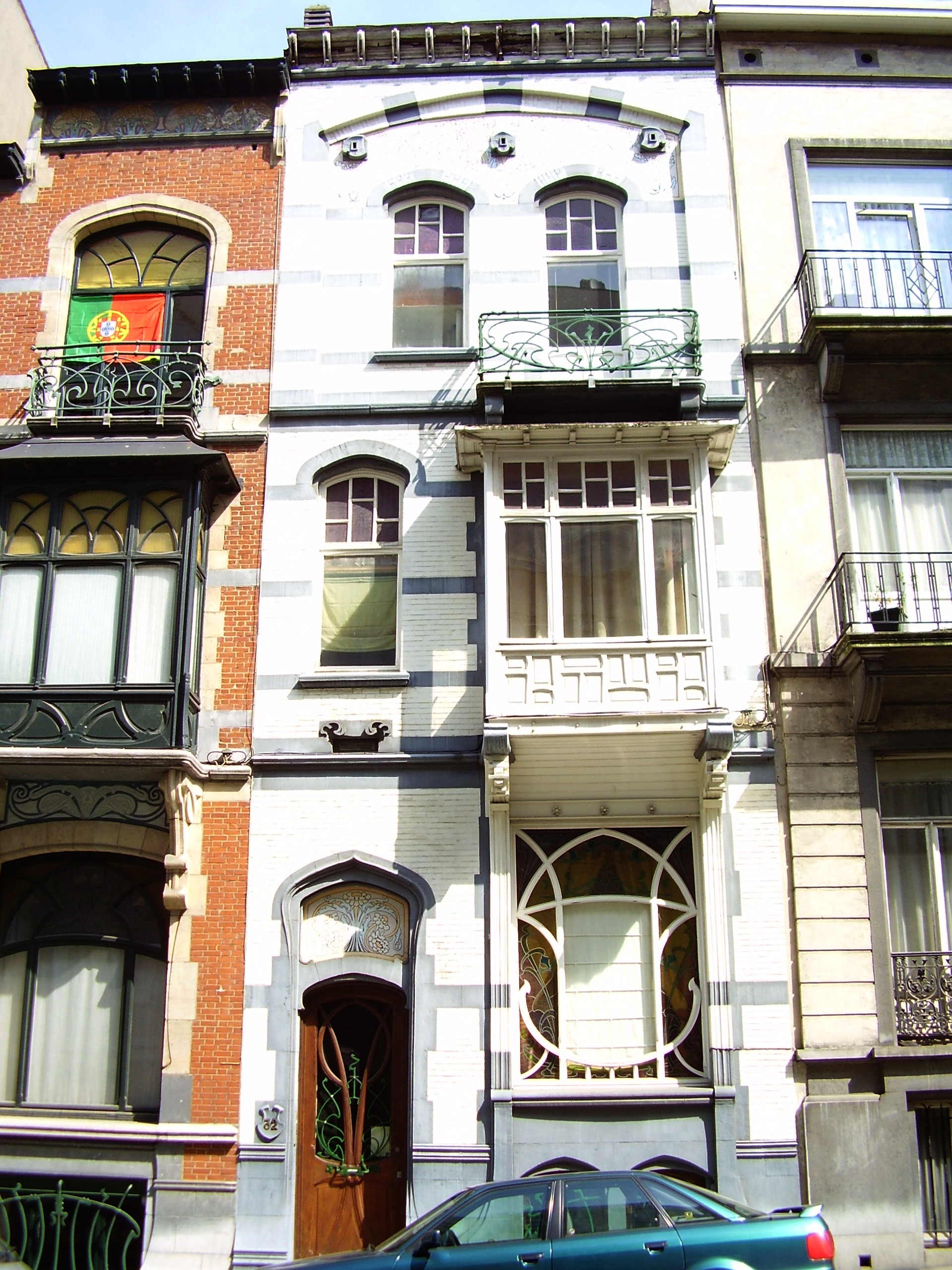
Bellevuestraat, Brussel
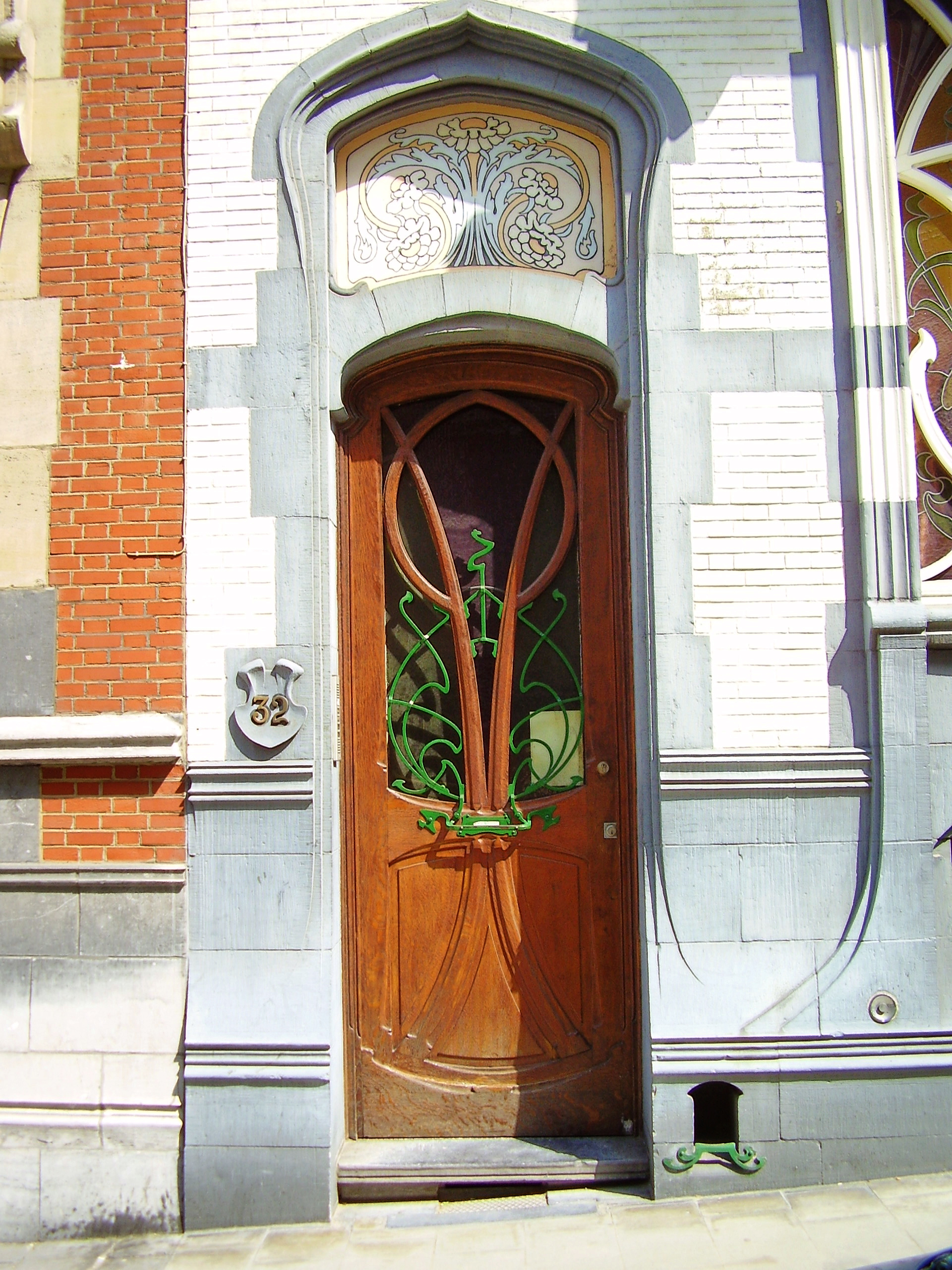
Bellevuestraat, Brussel
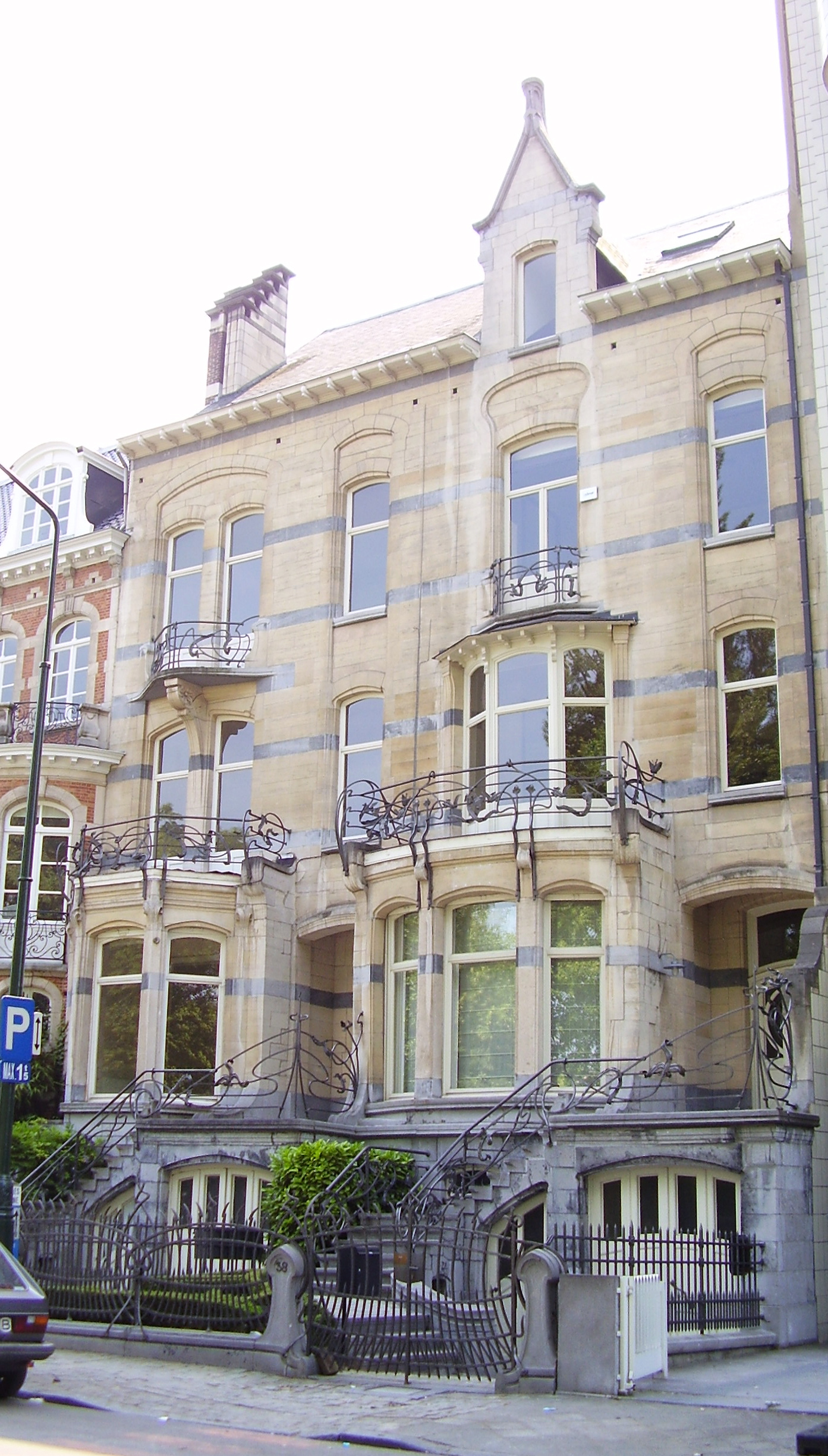
Generaal de Gaullelaan, Elsene
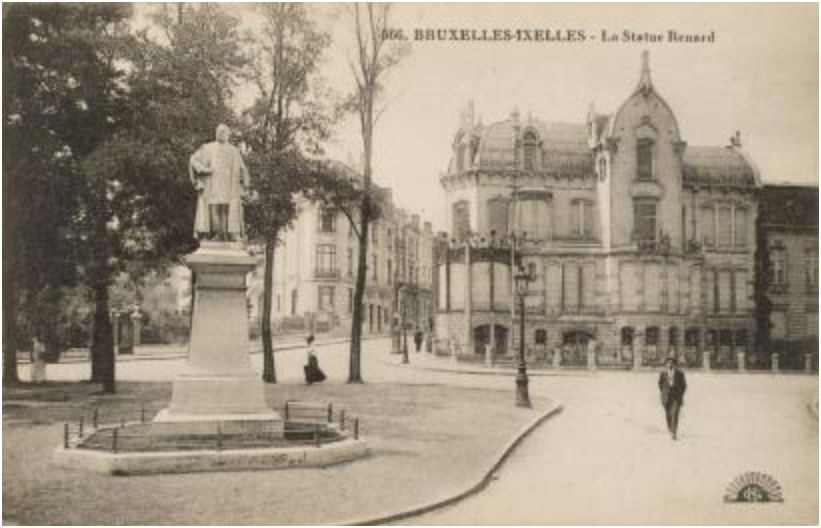
Generaal de Gaullelaan, Elsene (gesloopt)
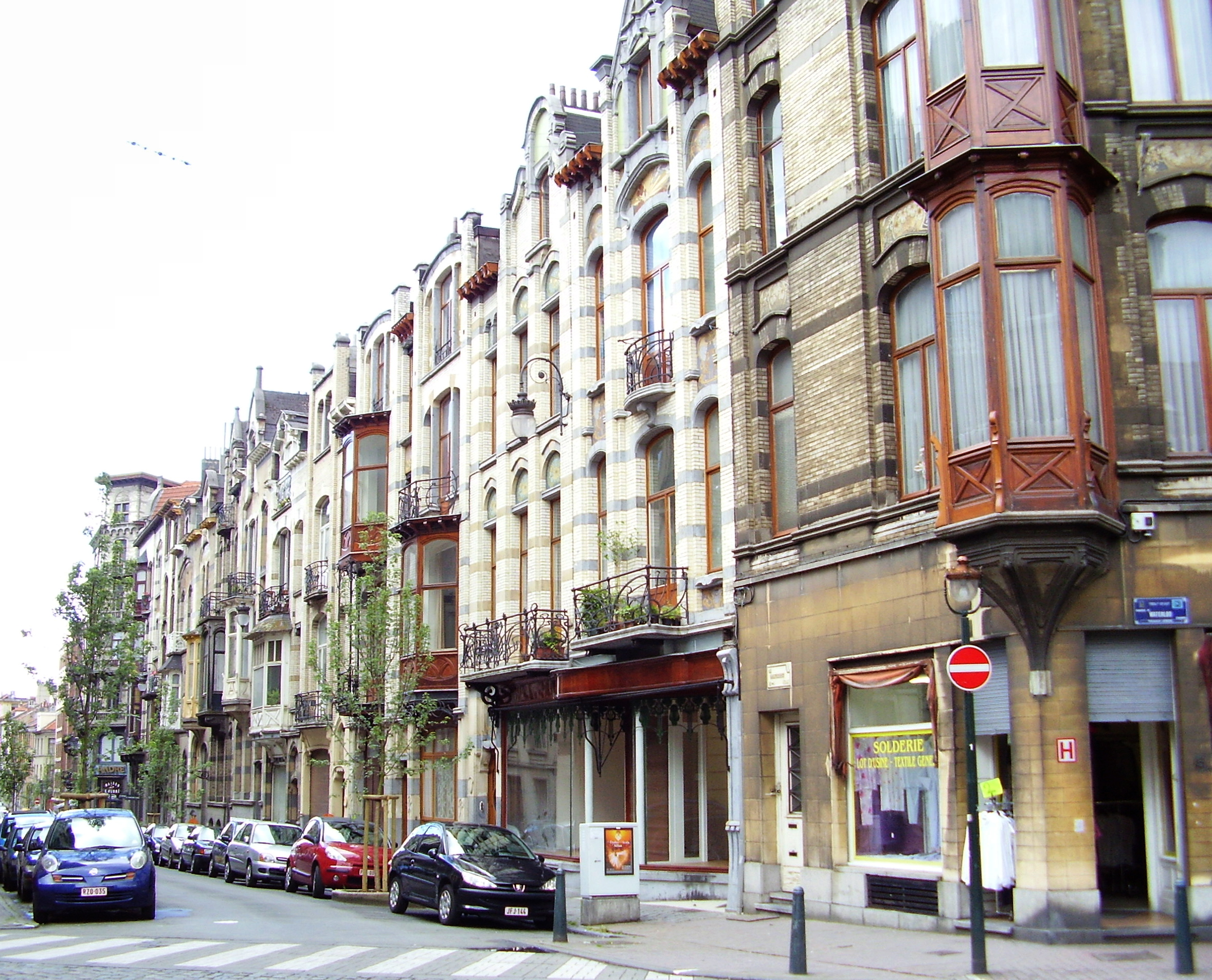
Vanderschrickstraat, Sint-Gillis
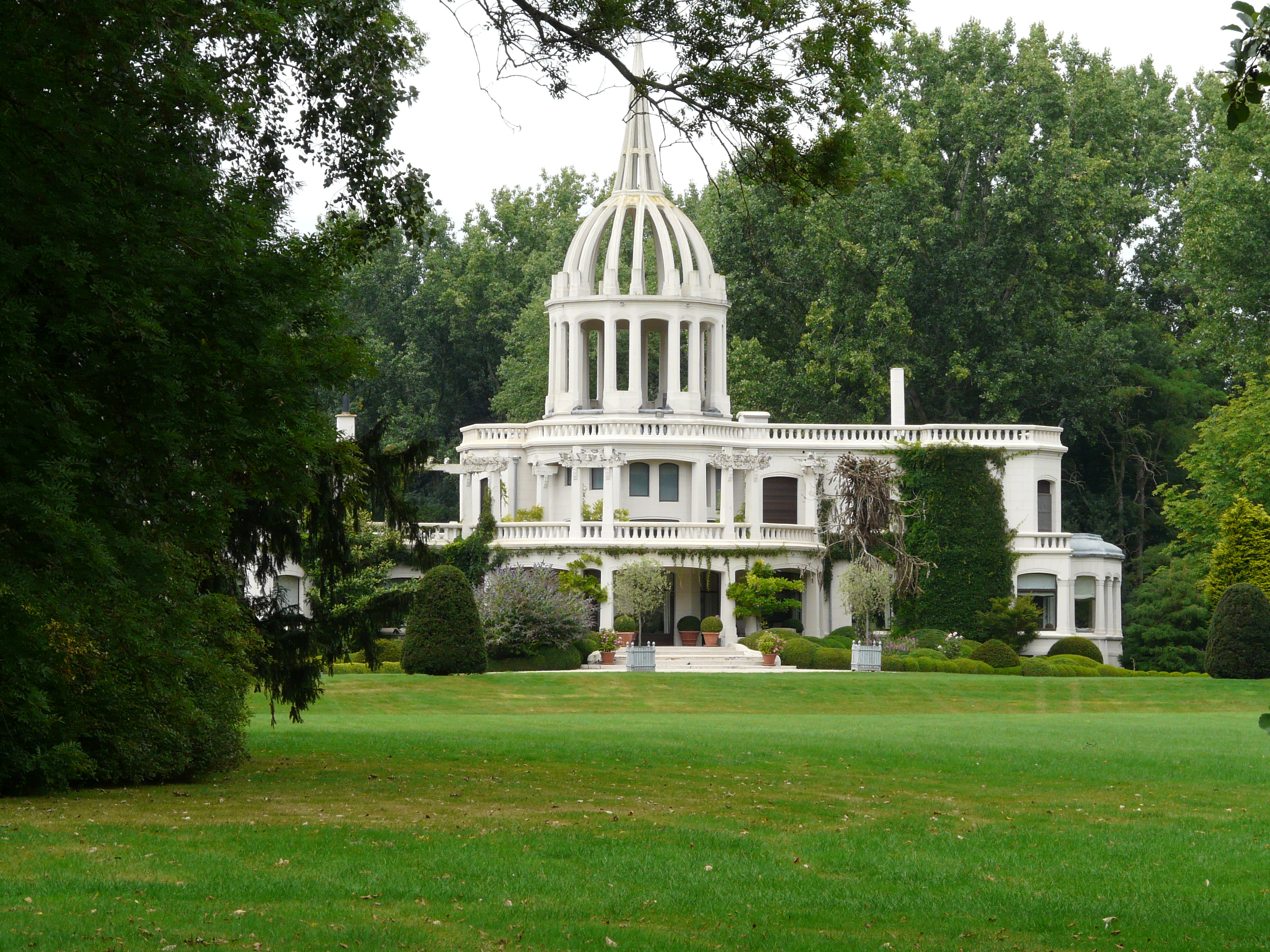
Elzenwallekasteel, Voormezele